# جون إريك جنسن
جون إريك جنسن (بالدنماركية: John Erik Jensen)‏ هو مجدف دنماركي، ولد في 17 مايو 1945 في Guldborgsund Municipality ‏ في الدنمارك.

## وصلات خارجية
- جون إريك جنسن على موقع الاتحاد الدولي للتجديف (الإنجليزية)
- جون إريك جنسن على موقع اللجنة الأولمبية الدولية (الإنجليزية)
- جون إريك جنسن على موقع أوليمبيديا (الإنجليزية)